# جورج لئونچوک
جورج لئونچوک (اوکراینی: Георгій Ігорович Леончук؛ زادهٔ ۲۴ may ۱۹۷۴ (۵۰ سال)) قایقران قایق بادبانی اهل اوکراین است.

## حرفه
وی همچنین از برندگان مدال‌های بازی‌های المپیک تابستانی ۲۰۰۴ بوده‌است.